# Maimouna N'Diaye

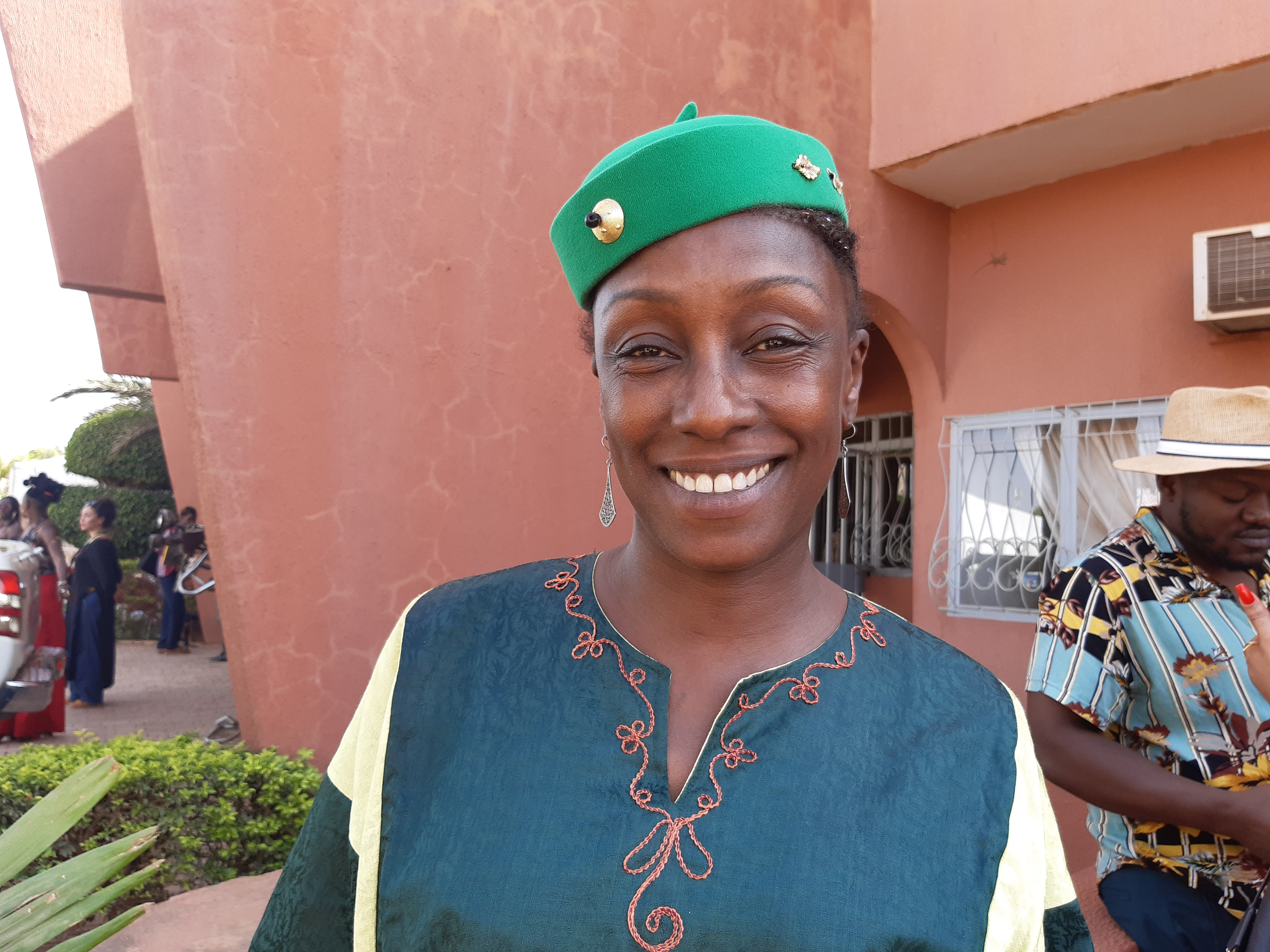
Ảnh chụp chân dung của cô tại gần trụ sở Fespaco vào năm 2023

Maimouna N'Diaye là một nữ diễn viên người Pháp. Bà được biết đến với vai chính trong bộ phim Eye of the Storm (2015), nhận được nhiều lời khen ngợi từ giới phê bình.
Năm 2019, N'Diaye được chỉ định làm thành viên ban giám khảo của cuộc thi chính trong Liên hoan phim Cannes thường niên lần thứ 72.

## Sự nghiệp
Vào năm 2015, bà đóng vai chính trong Eye of the Storm, một bộ phim đã khai mạc Liên hoan phim và truyền hình Panafrican của Ouagadougou. bà đã giành giải thưởng FESPACO 2015 cho nữ diễn viên xuất sắc nhất. bà cũng được đề cử cho nữ diễn viên xuất sắc nhất tại lễ trao giải AMAA ở Nigeria. Vào tháng 3 năm 2017, bà đã mở Lễ hội Divercine lần thứ 14 thông qua bộ phim Eye of the Storm tại rạp chiếu phim Bytowne, Canada. Trong một cuộc phỏng vấn năm 2016 với Bukinabe 24, bà đã tiết lộ khoản tiền của quỹ nội bộ cho các bộ phim Bukinabe, giải thích rằng ngành công nghiệp này đủ khả thi để cung cấp tài chính và ổn định.

### Đóng phim
- Toubab Bi (1991)
- La Chasse aux Papillons (1992)
- Kirikou và bà phù thủy (1998)
- L'Oeil du Cyclone (2015)
- Bol d'amour
- Super Cops

### Giải thưởng
- Nữ diễn viên xuất sắc nhất - AMAA (đề cử)
- Nữ diễn viên xuất sắc nhất - FESPACO (chiến thắng)

## Cuộc sống cá nhân
Cha mẹ của N'Diaye có nguồn gốc từ Nigeria và Senegal. Bà trải qua thời thơ ấu ở Guinea, bàte d'Ivoire và Burkina Faso. Sau đó, bà di cư sang Pháp để học Nhà hát. Trong một cuộc phỏng vấn, bà tiết lộ rằng bà quyết định bắt đầu sự nghiệp điện ảnh ở châu Phi vì những cơ hội hạn chế dành cho người châu Phi ở châu Âu. Bà cũng giải thích rằng mặc dù nhiều cơ hội dường như tồn tại cho nam giới hơn phụ nữ trong ngành, bà đã sẵn sàng để tìm sự liên quan.